# سرود نفت
سرود نفت یا سمفونی نفت یکی از سرودهایی است که در زمان اوج‌گیری جنبش ملی شدن صنعت نفت ایران با آهنگسازی روح‌الله خالقی شعری از رهی معیری ساخته شد و آغاز آن چنین بود: «صبح دولت از خاوران دمید».